# Statica

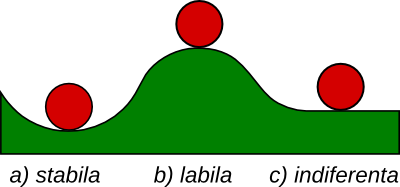
Statica dell'equilibrio di un corpo rigido (stabile, instabile, indifferente)

In fisica la statica è la parte della meccanica che studia le condizioni di equilibrio di un corpo materiale ovvero le condizioni necessarie affinché un corpo, inizialmente in quiete, resti in equilibrio anche dopo l'intervento di azioni esterne dette forze. Queste derivano dalla legge di conservazione della quantità di moto e dalla legge di conservazione del momento angolare.

## Statica del punto
Si chiama punto materiale un oggetto ideale con dimensioni nulle (o meglio trascurabili rispetto alle dimensioni dei fenomeni considerati e quindi paragonabile ad un punto materiale) ma dotato di massa.
Il primo principio della dinamica afferma che:
Un punto materiale persevera nel suo stato di quiete o di moto rettilineo uniforme se la risultante delle forze su di lui applicate è un vettore nullo
(cioè se le forze si oppongono annullandosi).
{\displaystyle \sum _{i}{\vec {F_{i}}}={\vec {0}}}
Bisogna tenere presente che per l'equilibrio di un corpo rigido non basta che il risultante delle forze sia nullo ma che anche il risultante dei momenti delle forze applicate sia nullo. In effetti due forze uguali ed opposte ma applicate in due punti del corpo non assiali creano un momento non nullo. Dunque accanto alla formula sopra scritta va aggiunta:
{\displaystyle \sum _{i}{\vec {M_{i}}}={\vec {0}}}
Nel caso di sistemi generali, composti da diversi punti materiali e diversi corpi rigidi, il criterio di equilibrio necessita che ogni singolo punto materiale ed ogni singolo corpo rigido deve essere in equilibrio. Questo significa che per un sistema materiale non è sufficiente per avere l'equilibrio che il risultante delle forze esterne ed il momento totale delle forze esterne siano nulli. Questa è solo una condizione necessaria.

### Esempi di forze
La forza è un modello (in forma vettoriale) che si usa per rappresentare le interazioni tra i corpi, indipendentemente dalle loro cause (peso, tensione di un cavo, forze elettrostatiche e magnetiche).
Il modo più semplice per rappresentarla è considerarla come il tiro di un cavo in tensione. In questo modo il vettore forza è necessariamente orientato nella direzione del cavo e nel senso della trazione, mentre il suo punto di applicazione è il punto di attacco del cavo all'oggetto.
Se per esempio si considera un oggetto legato a tre cavi e non sottoposto al suo peso (l'esperienza si svolge in una navetta spaziale, in assenza di gravità), la condizione di equilibrio è molto semplice:
se {\displaystyle {\vec {F_{1}}}}, {\displaystyle {\vec {F_{2}}}} e {\displaystyle {\vec {F_{3}}}} sono le forze esercitate dai cavi sull'oggetto, allora
{\displaystyle {\vec {F_{1}}}+{\vec {F_{2}}}+{\vec {F_{3}}}={\vec {0}}}
Il peso è una forza, {\displaystyle {\vec {P}}}, applicata su ogni punto dell'oggetto.
Si può riassumerla con una forza unica applicata al baricentro G dell'oggetto; infatti, si può rappresentare il peso con un cavo che tira verso il basso, attaccato al centro dell'oggetto.
Nel modello di gravità elaborato da Isaac Newton, il peso è ottenuto moltiplicando la massa m dell'oggetto per l'accelerazione {\displaystyle {\vec {g}}} di gravità,
cioè l'accelerazione posseduta da tutti gli oggetti in caduta libera, trascurando la resistenza dell'aria (infatti, se l'aria non opponesse resistenza al moto dei corpi, tutti gli oggetti cadrebbero con la stessa accelerazione, qualunque sia la loro forma e massa)
{\displaystyle {\vec {P}}=m\cdot {\vec {g}}}
Se si ha un oggetto immobile sospeso ad un filo, allora la somma vettoriale della trazione {\displaystyle {\vec {T}}} del filo e del peso dell'oggetto è il vettore nullo
{\displaystyle {\vec {P}}+{\vec {T}}={\vec {0}}} con {\displaystyle {\vec {T}}=-{\vec {P}}}
Se un oggetto è appoggiato immobile su di un supporto, un tavolo, esso è sostenuto da questo supporto. Il supporto esercita dunque una forza sull'oggetto, che compensa esattamente il peso; questa forza è detta reazione del supporto, o reazione del vincolo, ed è indicata di solito {\displaystyle {\vec {R}}}. Questa forza è la somma di tutte le altre forze applicate dal vincolo in tutti i suoi punti di contatto con l'oggetto, ma può essere riassunta in una forza unica il cui punto di applicazione sia esattamente sotto al baricentro. Il punto di applicazione della reazione non è dunque necessariamente sulla superficie di contatto, come nel caso dei veicoli a ruote.
In questo semplice caso si ha:
{\displaystyle {\vec {P}}+{\vec {R}}={\vec {0}}} con {\displaystyle {\vec {P}}=-{\vec {R}}}

### Principio di azione e reazione
Si supponga che un oggetto A eserciti una forza (chiamata «azione») su un oggetto B, allora l'oggetto B esercita una forza opposta (detta «reazione») sull'oggetto A.
Così, nel caso di un oggetto sospeso ad un cavo, il cavo esercita una trazione sull'oggetto, quindi l'oggetto esercita una trazione sul cavo (che è così teso). Nel caso di un oggetto appoggiato su un supporto, il supporto esercita una forza sull'oggetto (la reazione), che bilancia una forza dell'oggetto sul supporto (pari al suo peso).
Si nota che un elemento fondamentale è definire bene il sistema su cui si lavora. Si considerano le forze esercitate dagli elementi esterni al sistema su sistema stesso, così, nel caso dell'oggetto sospeso, si può scegliere come sistema:
- l'oggetto sottoposto al suo peso {\displaystyle {\vec {P}}} ed alla reazione del cavo {\displaystyle {\vec {T_{1}}}}
- oppure il cavo, soggetto alla trazione {\displaystyle {\vec {T_{2}}}} dal lato dell'oggetto e alla reazione {\displaystyle {\vec {R}}} del supporto (il suo gancio).

Dal principio di azione e reazione si deduce che
{\displaystyle {\vec {T_{1}}}=-{\vec {T_{2}}}}
le condizioni di equilibrio si scrivono
{\displaystyle {\vec {P}}+{\vec {T_{1}}}={\vec {0}}} per l'oggetto
{\displaystyle {\vec {T_{2}}}+{\vec {R}}={\vec {0}}} per il cavo
Infine
{\displaystyle {\vec {R}}=-{\vec {P}}}
...si vede dunque che il cavo trasmette interamente gli sforzi, come se il collegamento oggetto/sostegno fosse realizzato senza intermediari...

### Reazione del supporto e attrito statico
In numerosi problemi semplici, la reazione del supporto è perpendicolare alla sua superficie. Questo è vero solo per un oggetto immobile su una superficie senza attrito. Così, per esempio, supponiamo un oggetto appoggiato su un piano inclinato perfettamente scivoloso (oppure una biglia che possa rotolare senza resistenze) e tenuto per un cavo, allora la reazione del supporto è perfettamente perpendicolare ad esso.
Ma la situazione è diversa nel caso di un oggetto immobile su un piano inclinato, senza cavo, trattenuto unicamente dall'attrito; la reazione {\displaystyle {\vec {R}}} del supporto compensa allora solo il peso. In questo caso, si può scomporre la reazione in una componente {\displaystyle {\vec {R_{n}}}} perpendicolare al supporto e una {\displaystyle {\vec {R_{f}}}} ad esso parallela. 
{\displaystyle {\vec {R_{f}}}} è detta forza di attrito statico.
Un altro caso in cui la forza non è perpendicolare al supporto:
L'intensità della forza di attrito statico è determinata solitamente mediante la teoria di Coulomb, secondo la quale la massima componente parallela alle superfici di contatto è direttamente proporzionale all'intensità della forza scambiata tra le stesse superfici, mediante il coefficiente di attrito statico.

### Applicazione
Un'importante applicazione della statica è quella alle strutture resistenti detta statica delle strutture che rientra nel più vasto campo della meccanica delle strutture, parte a sua volta della scienza delle costruzioni.